# Lars Hinneburg
Lars Hinneburg (n. 15 iunie 1965, Rostock, RDG) este un înotător ce a reprezentat Germania, medaliat olimpic. A participat la o ediție a Jocurilor Olimpice (1988) în care a câștigat o medalie de argint și o medalie de bronz.